# Antonino Salinas
Pour les articles homonymes, voir Salinas.
Antonino Salinas (né le 19 novembre 1841 à Palerme et mort à Rome le 7 mars 1914) est un numismate et archéologue italien du XIXe siècle.

## Biographie
Éduqué dès son plus jeune âge aux méthodes de recherche scientifique strictes, il s'inscrit en 1856 à la faculté de droit de l'université de Palerme. Après le débarquement de Garibaldi à Marsala, il s'engage dans l'armée du sud et le 13 juillet 1860, il est nommé lieutenant d'artillerie, combattant à Volturno et Capoue, étant démobilisé en janvier 1861, puis décoré l'année suivante d'une médaille de bronze. Il retourne travailler aux Archives de Palerme et commence à publier ses premiers écrits, concernant la numismatique, sa grande passion.
En 1862, pendant un an, il a eu l'occasion de compléter sa formation, en se spécialisant à l'université Humboldt de Berlin, en suivant, entre autres, les cours de l'archéologue Eduard Gerhard, du cartographe Heinrich Kiepert et de l'historien Theodor Mommsen. Après de longs voyages d'études (de Vienne à Athènes, où il participe à la première campagne de fouilles de la Mission italienne dans la nécropole céramique, jusqu'à Paris). Il retourne en Italie où, en 1865, à l'âge de 24 ans, il est nommé professeur extraordinaire d'archéologie à l'université de Palerme, où il fait connaître ce qu'il a appris en Allemagne. En 1867, il devient professeur d'archéologie et en 1873, il est nommé directeur du Musée régional de Palerme. La même année, il fait partie des fondateurs de la Société sicilienne pour l'histoire de la Patrie.
Doyen de la Faculté des Lettres et de la Philosophie de Palerme de 1880 à 1882 et de 1893 à 1894,, il devient en 1894 conseiller municipal et conseiller à l'éducation de la municipalité de Palerme. De 1903 à 1904, il est recteur de l'Université de Palerme.
Lors du renouvellement du tiers du conseil municipal de Palerme en juillet 1906, il représente le cercle catholique sur la liste d'opposition menée par le prince de Camporeale contre le maire Giuseppe Tasca Lanza.
Il participe aux fouilles qui sont alors menées en Sicile, notamment à Mozia, Tindari et Sélinonte où il découvre quatre métopes archaïques, qu'il transfère ensuite au Musée de Palerme, qu'il dirige pendant quarante ans, jusqu'en 1914. En 1907, il est nommé surintendant pour les provinces de Palerme, Trapani, Agrigente et Messine, à qui l'on doit - dans cette dernière ville - la découverte de nombreuses œuvres d'art récupérées après le tremblement de terre de Messine de 1908. Il a été l'un des fondateurs de l'institut italien de numismatique (it), dont il a été le président de 1912 jusqu'à sa mort.
Il est élu membre national de l'académie des Lyncéens en 1908.
Dans son testament, il a légué au musée sa collection privée, dont les nombreux livres et les quelque 6 000 pièces de monnaie qu'il a rassemblés. Il est enterré dans le cimetière de Santa Maria di Gesù à Palerme.
Le Musée archéologique régional de Palerme porte désormais le nom de Salinas et, cent ans après sa mort en 2014, lui a consacré une exposition commémorative.
En 2017, une importante collection d'écrits sélectionnés sur la numismatique de Salinas a été publiée, sous la direction de Luca Lombardi.